# Szilágy
Szilágy es un pueblo ubicado en el distrito de Pécs, en el condado de Baranya, Hungría.

## Superficie
Posee una superficie de 11,55 kilómetros cuadrados.

## Demografía
Hasta 2019 la población era de 252 habitantes, con una densidad de población de 21,82 habitantes por kilómetro cuadrado.